# Pellet (Eisenerz)

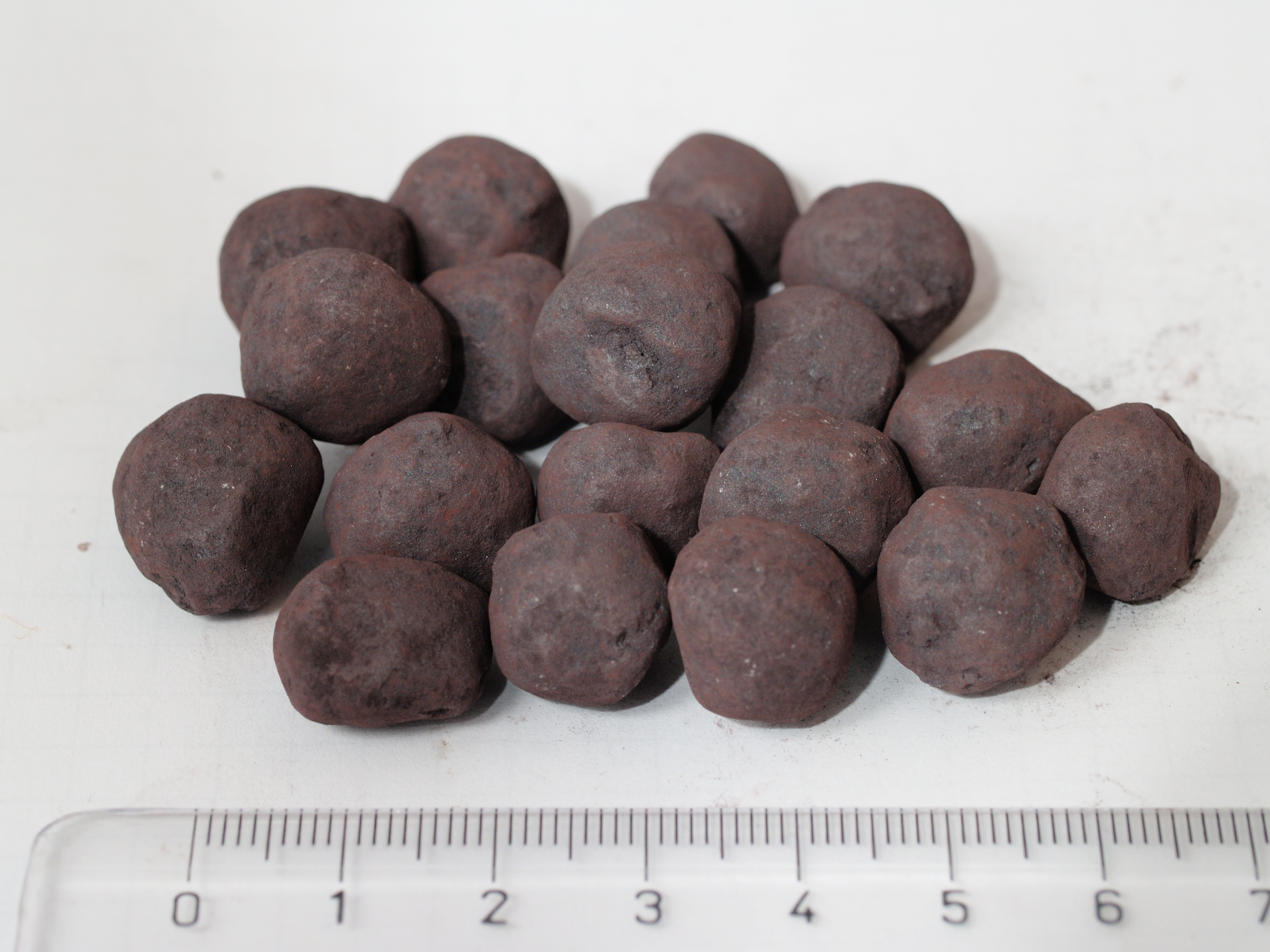
Eisenerzpellets

Ein Pellet ist eine harte poröse Kugel von typischerweise 8–18 Millimetern Durchmesser, die ungefähr 67 %–72 % Fe und verschiedene Zuschlagstoffe enthält. Pellets werden aus Eisenerz hergestellt und dienen in der Roheisenproduktion als Ausgangsmaterial für den Hochofenprozess oder die Direktreduktion.

## Herstellung
Gesiebtes und gemahlenes Eisenerz wird zusammen mit Wasser, Bindemittel und Zuschlagstoffen zu Grünpellets gerollt, die anschließend in einem Brennvorgang gehärtet werden. Als Bindemittel wird meist Bentonit verwendet, die Zuschlagstoffe sind entsprechend den gewünschten chemischen Eigenschaften entweder Kalkstein, Dolomit oder Olivin.
Die Herstellung der Pellets kann auf vier unterschiedlichen Anlagentypen erfolgen:
- Schachtofen
- Wanderrost
- Wanderrost-/Drehrohrofen

## Verwendung
Pellets werden bei der Herstellung von Roheisen verwendet. Sie haben verschiedene Vorteile gegenüber anderen Formen des Rohmaterials, zum Beispiel Konzentrat oder Feineisenerz: 
- Das Rohmaterial lässt sich durch die einheitliche Form besser transportieren und lagern, weil es keine Feuchtigkeit aufnehmen kann und in Silos rollfähig bleibt.
- Bei der Herstellung lässt sich die Zusammensetzung der Pellets gut kontrollieren, so dass ein einheitliches Rohmaterial entsteht, welches die Kontrolle des weiteren Verarbeitungsprozesses erleichtert.
- Die Porosität der Pellets beschleunigt die chemische Reaktion im Ofen, dabei bleibt die mechanische Festigkeit auch unter der thermischen Belastung erhalten. Das verhindert, dass das Material im Ofen zusammenbackt und die Reduktionsgase nicht mehr ungehindert durch das Rohmaterial steigen können.